# جاستن كروجر
جاستن كروجر (بالألمانية: Justin Krueger)‏ هو لاعب هوكي الجليد ألماني، ولد في 6 أكتوبر 1986 في دوسلدورف في ألمانيا.

## وصلات خارجية
- جاستن كروجر على موقع دوري الهوكي الوطني (الإنجليزية)
- جاستن كروجر على موقع EliteProspects.com (الإنجليزية)
- جاستن كروجر على موقع Eurohockey.com (الإنجليزية)
- جاستن كروجر على موقع HockeyDB.com (الإنجليزية)